# Aeroporto Internacional de Rivera
O Aeroporto Internacional de Rivera (IATA: RVY, ICAO: SURV) também chamado de Internacional Cerro Chapeu, é um aeroporto localizado próximo a cidade de Rivera, Uruguai, na fronteira com Santana do Livramento, no Brasil. Possui pista pavimentada com balizamento noturno de 1830x45 metros. Cabeceiras: 05 (054º) elevação: 659' / 23 (234º) elevação: 712'.

## Facilidades
- Dois radiofaróis não-direcionais (NDB): RVA (operando na frequência 305 KHz) e RV (operando na frequência 260 KHz).
- Balizamento noturno.
- Serviço de informação de voo de aeródromo (AFIS), frequência 122.1 MHz. Opera de segunda a sexta-feira, das 10h às 22h UTC, e nos sábados e domingos do nascer ao por do sol.
- TWR operando na frequência 122.10 MHz.

## Destinos
- Aeromas
  - Montevidéu, Uruguai / Aeroporto Internacional de Carrasco (Voos não regulares)
- BQB Lineas Aereas
  - Montevidéu, Uruguai / Aeroporto Internacional de Carrasco
  - Porto Alegre, Brasil / Aeroporto Internacional Salgado Filho

## Binacionalização
Em 19 de dezembro de 2023, a Agência Nacional de Aviação Civil (ANAC), aprovou uma resolução que passa a considerar o aeroporto uma instalação binacional, fazendo com que operações aéreas do Brasil com destino ao terminal sejam consideradas como operações nacionais, fazendo com que tarifas de embarque, conexão, pouso e permanências em voos de empresas brasileiras com origem no Brasil e com destino a Rivera serão consideradas domésticas, não internacionais, reduzindo custos e fomentando novas rotas e operações entre os dois países. 